# Lijst van gemeenten in Edirne
Onderstaande lijst bevat alle gemeenten (2000) in de Turkse provincie Edirne.
| District  | Gemeente     |
| --------- | ------------ |
| Edirne    | Edirne       |
| Enez      | Enez         |
| Havsa     | Havsa        |
| İpsala    | Esetçe       |
| İpsala    | Hacı         |
| İpsala    | İbriktepe    |
| İpsala    | İpsala       |
| İpsala    | Kocahıdır    |
| İpsala    | Sultan       |
| İpsala    | Yenikarpuzlu |
| Keşan     | Beğendik     |
| Keşan     | Çamlıca      |
| Keşan     | Keşan        |
| Keşan     | Mecidiye     |
| Keşan     | Paşayiğit    |
| Keşan     | Yenimuhacir  |
| Lalapaşa  | Lalapaşa     |
| Meriç     | Küplü        |
| Meriç     | Meriç        |
| Meriç     | Subaşı       |
| Süleoğlu  | Süleoğlu     |
| Uzunköprü | Çöpköy       |
| Uzunköprü | Kırcasalih   |
| Uzunköprü | Kurtbey      |
| Uzunköprü | Uzunköprü    |
| Uzunköprü | Yeniköy      |